# Wolterstorffina
Wolterstorffina és un gènere d'amfibis de la família dels bufònids.

## Taxonomia
- Wolterstorffina chirioi (Boistel & Amiet, 2001)
- Wolterstorffina mirei (Perret, 1971)
- Wolterstorffina parvipalmata (Werner, 1898)